# Guillermo Elizondo
Guillermo Elizondo Gómez (Cartago; 28 de abril de 1937-San José; 8 de diciembre de 2012) fue un futbolista costarricense que se desempeñaba como delantero. Es hermano del también futbolista Walter Elizondo.

## Trayectoria
Jugó en Cartaginés, la Sociedad Gimnástica Española, el Carmen, el Uruguay de Coronado, donde fue campeón y máximo goleador de la Primera División en 1963 y Herediano. En 1964 y 1967 fue jugador del Águila de la Primera División de El Salvador junto a sus compatriotas Álvaro Cascante y Walter Pearson.

## Selección nacional
Estuvo en un partido del Campeonato de Naciones de la Concacaf de El Salvador 1963, donde su selección quedó campeona.

### Participaciones en Campeonatos Concacaf
| Copa                                          | Sede        | Resultado | Part. | Goles |
| --------------------------------------------- | ----------- | --------- | ----- | ----- |
| Campeonato de Naciones de la Concacaf de 1963 | El Salvador | Campeón   | 1     | 0     |

## Palmarés

### Títulos nacionales
| Título           | Equipo              | País       | Año  |
| ---------------- | ------------------- | ---------- | ---- |
| Primera División | Uruguay de Coronado | Costa Rica | 1963 |

### Títulos internacionales
| Título                                | Equipo     | Sede        | Año  |
| ------------------------------------- | ---------- | ----------- | ---- |
| Campeonato de Naciones de la Concacaf | Costa Rica | El Salvador | 1963 |

### Distinciones individuales
| Distinción                                           | Año  |
| ---------------------------------------------------- | ---- |
| Máximo goleador de la Primera División de Costa Rica | 1963 |